# Tinea mochlota
Tinea mochlota är en fjärilsart som beskrevs av Edward Meyrick 1888. Tinea mochlota ingår i släktet Tinea och familjen äkta malar. Inga underarter finns listade i Catalogue of Life.